# Aldo Berti
Pour les articles homonymes, voir Berti.
Aldo Berti, né à Florence le 29 février 1936, mort à Rignano sull'Arno le 26 décembre 2010, est un acteur italien.

## Biographie
Aldo Berti débute sur les écrans en 1956 dans le film Amours de vacances (Tempo di villeggiatura) d’Antonio Racioppi. Ce n'est cependant qu'au début des années 1960 que sa carrière prend son envol, pour participer à une trentaine de films. Il sera souvent dans des westerns spaghetti, avec des pseudonymes comme Richard McMoore ou Johnny Jordan. 
Pendant ses années romaines, il a été le compagnon de Barbara Steele entre 1966 et 1968, puis de Sarah Churchill et de Gabriella Ferri. 
Après Rome, il se rend à Paris, Londres et Los Angeles. Il entame une série de voyages à travers le monde. Le 14 février 1984, il est mitraillé sur le Nil avec un groupe d'enfants et de femmes auxquels il voulait porter secours dans le cadre de Médecins sans frontières ; il survit et reste en prison quelque temps, avant d'être libéré grâce à l'intervention du gouvernement français en faveur du photographe Paul Carré.
Il a habité au Maroc 
Il meurt près de Florence en 2010 d'une tumeur au cerveau.

### Caractère
Maria Luisa Sapaziani, une amie romaine, le décrit ainsi : « C'era una dimensione dostoevskjana nel suo costante sorriso, nella sua indulgenza cristiana sì e no, nel suo tipo di saggezza di chi ha visto tutto e ne ha cancellato i due terzi (Il y avait une dimension dostoïevskienne dans son sourire constant, dans son indulgence chrétienne, dans son genre de sagesse à la façon de quelqu'un qui a tout vu et en a oublié les deux tiers) »

## Filmographie
- 1956 : Amours de vacances (Tempo di villeggiatura), d’Antonio Racioppi : Pio
- 1961 : Les Révoltées de l'Albatros (L'ammutinamento), de Silvio Amadio : un jeune forçat
- 1961 : Le Souteneur (Il mantenuto), d'Ugo Tognazzi : Righetto
- 1962 : Vénus impériale, de Jean Delannoy :  le moribond à Saint-Domingue
- 1963 : Il regno del terrore, d'Umberto Paolessi
- 1964 : Una sporca faccenda (it), de Roberto Mauri
- 1965 : Creuse ta fosse, j'aurai ta peau (Perché uccidi ancora), de José Antonio de la Loma et Edoardo Mulargia : Gringo
- 1965 : Call-girls 66 (Le notti della violenza), de Roberto Mauri : protecteur de Franca
- 1965 : Je te tuerai (Uno straniero a Sacramento), de Sergio Bergonzelli : Chris
- 1965 : La violenza e l'amore (it), d'Adimaro Sala
- 1966 : Un ange pour Satan (Un angelo per Satana), de Camillo Mastrocinque
- 1966 : Dieu est avec toi, Gringo (Vayas con dios, Gringo), d'Edoardo Mulargia : Bill
- 1966 : La Femme du désert (Gli amori di Angelica), de Luigi Latini De Marchi
- 1966 : Ramon le Mexicain (Ramon il messicano), de Maurizio Pradeaux : Jack Karson
- 1967 : Un dollar entre les dents (Un dollaro tra i denti), de Luigi Vanzi : Marinero
- 1967 : La Boue, le Massacre et la Mort (El Desperado), de Franco Rossetti : Jonathan
- 1967 : Né pour tuer (Nato per uccidere), d'Antonio Mollica : Dudgett
- 1967 : Dernier Sursaut pour cinq indésirables (Ballata da un miliardo) de Gianni Puccini
- 1967 : Quinze Potences pour un salopard, de Nunzio Malasomma
- 1968 : C'era una volta il West, de Sergio Leone : un joueur de poker dans le gang de Frank
- 1968 : È stato bello amarti (it), d'Adimaro Sala : un hippie avec Luca
- 1969 : El Puro, la rançon est pour toi (La taglia è tua... l'uomo l'ammazzo io!), d'Edoardo Mulargia : Cassidy
- 1970 : Sartana dans la vallée des vautours (Sartana nella valle degli avvoltoi), de Roberto Mauri : George Douglas
- 1970 : Bonnes funérailles, amis, Sartana paiera (Buon funerale amigos!... paga Sartana), de Giuliano Carnimeo : Colorado Joe (non crédité)
- 1970 : Échec à la maffia, de Warren Kiefer : Gacci
- 1970 : Killer amigo (Ehi amigo... sei morto!), de Paolo Bianchini : Black
- 1971 : On m'appelle Alléluia (Testa t'ammazzo, croce... sei morto - Mi chiamano Alleluja), de Giuliano Carnimeo
- 1971: La spada normanna, de Roberto Mauri : Luky
- 1972 : Spirito Santo e le 5 magnifiche canaglie, de Roberto Mauri : Caccola
- 1972 : Un homme appelé Dakota (Un uomo chiamato Dakota), de Mario Sabatini
- 1972 : Bada alla tua pelle, Spirito Santo!, de Roberto Mauri : Caccola